# I Feel Immortal
«I Feel Immortal» (с англ. — «Я чувствую себя бессмертной») — промосингл финской певицы Тарьи Турунен с её второго студийного альбома What Lies Beneath; изначально планировался как третий сингл с альбома, но позже был выпущен вторым. Он был издан 27 августа 2010 года на компакт-дисках, грампластинках, ограниченным тиражом Digipack из 2 дисков и в цифровом формате. Одним из авторов песни является эстонская певица Кёрли.

## Список композиций
Обычное издание
| №  | Название                        | Длительность |
| -- | ------------------------------- | ------------ |
| 1. | «I Feel Immortal» (Single Mix)  | 4:28         |
| 2. | «I Feel Immortal» (Radio Remix) | 4:31         |

Ограниченное издание
| №  | Название                         | Длительность |
| -- | -------------------------------- | ------------ |
| 1. | «I Feel Immortal» (Single Mix)   | 4:28         |
| 2. | «If You Believe» (Piano Version) | 4:13         |

## Видеоклип
Официальная версия видеоклипа был снят в Исландии; по сюжету Тарья общается с человеком, который в течение видео становится старше и стареет. Другая версия клипа была снята для релиза в Германии. Съёмки проходили в тех же местах, что и клип Тарьи на песню «Until My Last Breath»; певица носит те же самые чёрный и белый наряды.

## Позиции в чартах
| Чарт (2010)            | Лучший результат |
| ---------------------- | ---------------- |
| Germany Singles Charts | 55               |